# Sander Hofrichter Architekten
a|sh sander.hofrichter architekten ist ein deutsches Architekturbüro mit Hauptsitz in Ludwigshafen am Rhein, acht weiteren Standorten in Deutschland und einem in Zürich in der Schweiz. Als Gesellschaft für Architektur und Generalplanung hat sie sich auf Gesundheits- und Bildungsbauten spezialisiert. Zusätzlich werden auch Wohn-, Büro- und Verwaltungsgebäude geplant und realisiert.

## Geschichte und Firmenprofil
Die Geschichte des Unternehmens reicht zurück in das Jahr 1930, als Architekt Philipp Blaumer in Ludwigshafen-Süd ein Architekturbüro gründete. Die ersten Projekte waren damals vor allem Wohnhäuser, aber auch Rathäuser, Kirchen und Industrieanlagen. Im Jahr 1965 wurde aus dem Architekturbüro Blaumer die Sozietät Philipp Blaumer – Walter Klumpp, die der neue Miteigentümer Walter Klumpp ab 1968 nach dem Ausscheiden Blaumers wieder als selbstständiger Architekt allein weiterführte.
Erst später spezialisierte sich das Büro auf Bauwerke der sozialen Infrastruktur. So war die erste Niederlassung außerhalb Ludwigshafens ein Büroraum im Klinikum der Universität Mainz. 1991 erfolgte eine Namensänderung des Architekturbüros in Architekten Klumpp & Partner, nachdem Hubertus Sander und Linus Hofrichter in die Gesellschaft eingestiegen waren. Die beiden Architekten leiteten das Architekturbüro von 1991 bis 2013 gemeinsam, bis Hubertus Sander sich aus der Firma zurückzog. Ab dem Jahr 2001 firmierte das Büro als Sander Hofrichter Architekten Partnerschaft und ist in ein neues Bürogebäude in Ludwigshafen-Oggersheim umgezogen. In den folgenden Jahren kamen zahlreiche Standorte hinzu, zuerst das Büro in Frankfurt am Main im Jahr 2003.
2014 erfolgte die Umwandlung des Architekturbüros in die sander.hofrichter architekten GmbH, Gesellschaft für Architektur und Generalplanung. Diese wird bis heute von Linus Hofrichter, Torsten Petroschka, Martin Rieger, Nadine Schirmer und Peter Kuhl als Geschäftsführer geleitet.
Im Jahr 2016 erfolgte eine Erneuerung des Logos und Designs, sodass das Architekturbüro seither als a|sh architekten auftritt. Im folgenden Jahr wurde die Tochtergesellschaft a|sh Brandschutz unter der Leitung von Heinrich Sadowski gegründet, die seit 2023 von Marco Bauer übernommen wurde. 2019 kam dann mit der Bürogründung in Zürich in der Schweiz die erste Auslandsgesellschaft zur Unternehmensfamilie hinzu.
Das Architektenbüro mit mittlerweile rund 300 Mitarbeitern plant und verwirklicht Projekte mit den Schwerpunkten Krankenhaus- und Gesundheitsbauten, Bauten für Senioren und Menschen mit Einschränkungen, Bildungsbauten sowie Wohn- und Bürogebäude.
Das in Ludwigshafen gegründete Architekturbüro prägte auch die Stadt in ihrem Erscheinungsbild. So realisierte das Architekturbüro im Jahr 1992 die Umgestaltung des „Würfelbunkers“, wodurch die Stadt Ludwigshafen ein außergewöhnliches Wahrzeichen erhielt. Ein besonderes Projekt für das ursprünglich Pfälzer Architekturbüro stellt auch die Sanierung des Landtagsgebäudes Rheinland-Pfalz in Mainz dar. Im Jahr 2023 hat das Büro seinen Hauptsitz von Ludwigshafen-Oggersheim in die Stadtmitte von Ludwigshafen verlegt.

## Schwerpunkte
Das Büro arbeitet mit Architekten und Fachplanern aus verschiedenen Bereichen daran, Wirtschaftlichkeit und innovative, ästhetische Architektur in Einklang zu bringen. Um dabei auf die verschiedenen Bedürfnisse der Bauherren sowie der Nutzer von Gebäuden eingehen zu können, werden auch Spezialisten auf dem Gebiet der Medizin- und Labortechnik, des Brandschutzes und des barrierefreien Bauens und Planens beschäftigt.

## Projekte (Auswahl)

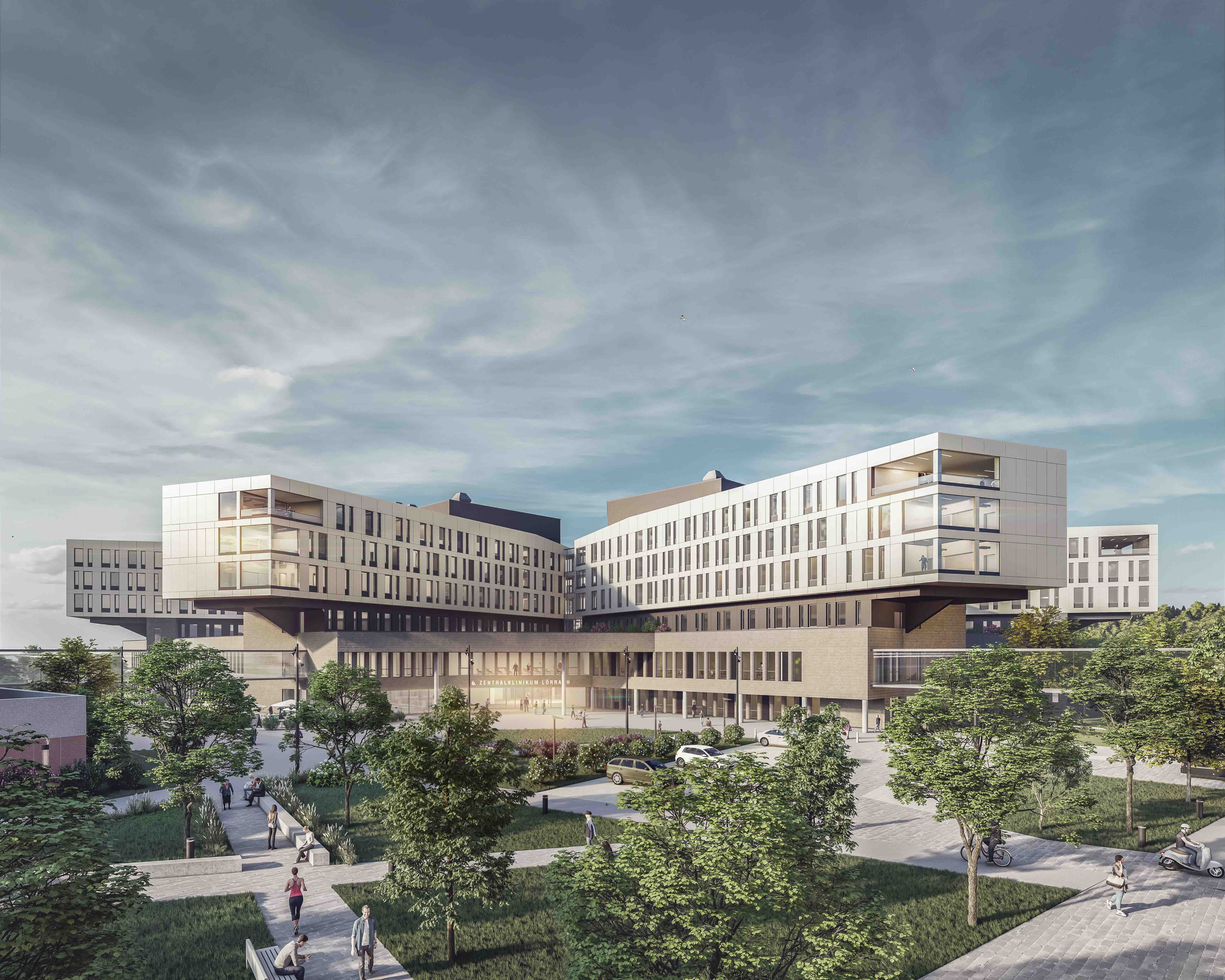
Campus Zentralklinikum Lörrach

### Krankenhaus- und Gesundheitsbau
- Campus Zentralklinikum Lörrach[10]
- Krankenhaus Aichach[11]
- Universitätsspital Zürich[12]
- Klinikum Siloah-Oststadt-Heidehaus Hannover[13]
- Universitätsklinikum Tübingen[3]
- Gesundheitszentrum Glantal Meisenheim[14]
- Alexius/Josef Krankenhaus Neuss[15]
- LVR-Klinik Viersen[16]

### Bauten für Senioren und Menschen mit Einschränkungen
- Seniorenzentrum Haus Heimberg Tauberbischofsheim[17]

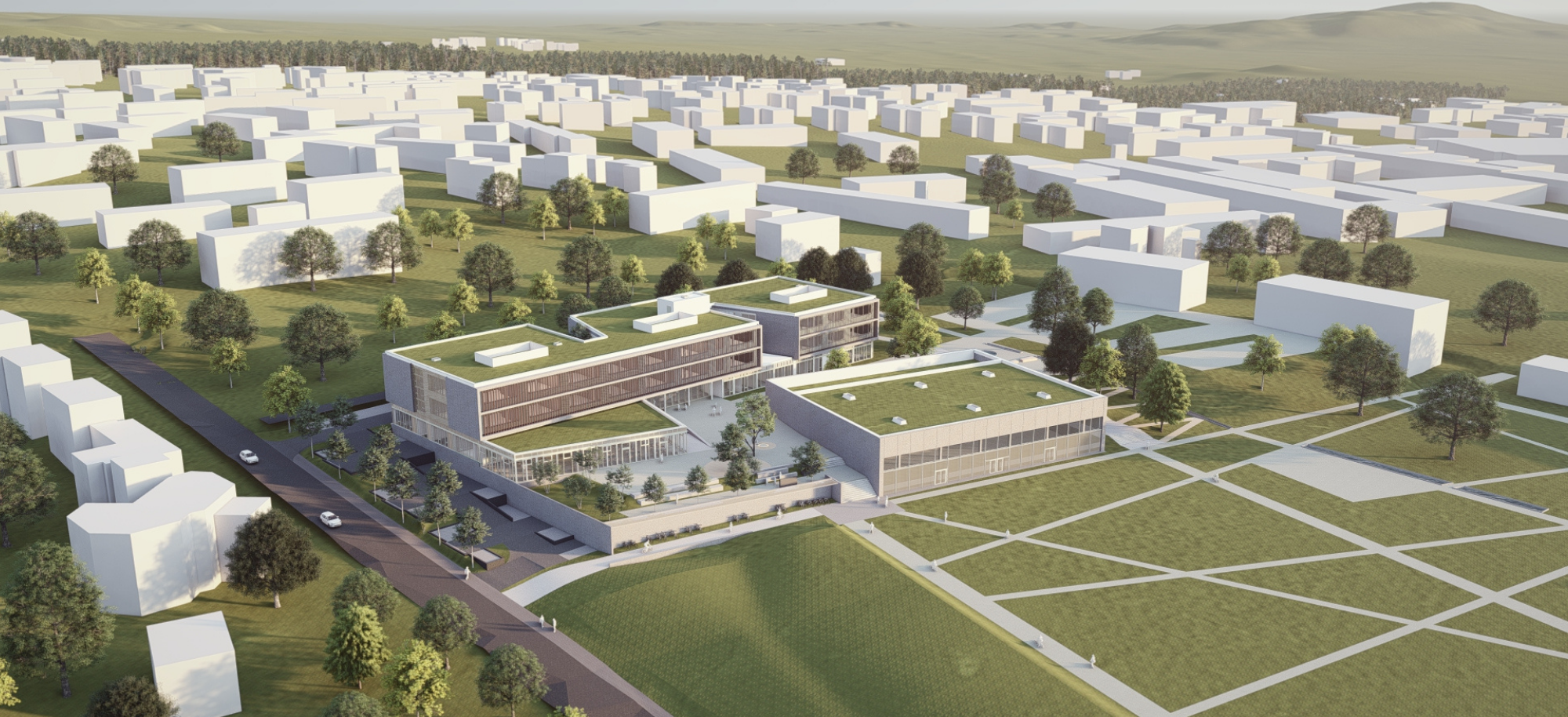
Realschule Donaueschingen

- Praunheimer Werkstätten[18][8]

### Bildungsbau
- Pfrimmtal Realschule plus Worms[19]
- Carl-Benz Gesamtschule Wörth am Rhein[20]
- Freie Montessori Schule Landau[6]
- Campus Handwerk Bielefeld[21][8]
- Kinderhaus am RheinMoselCampus Koblenz[6]

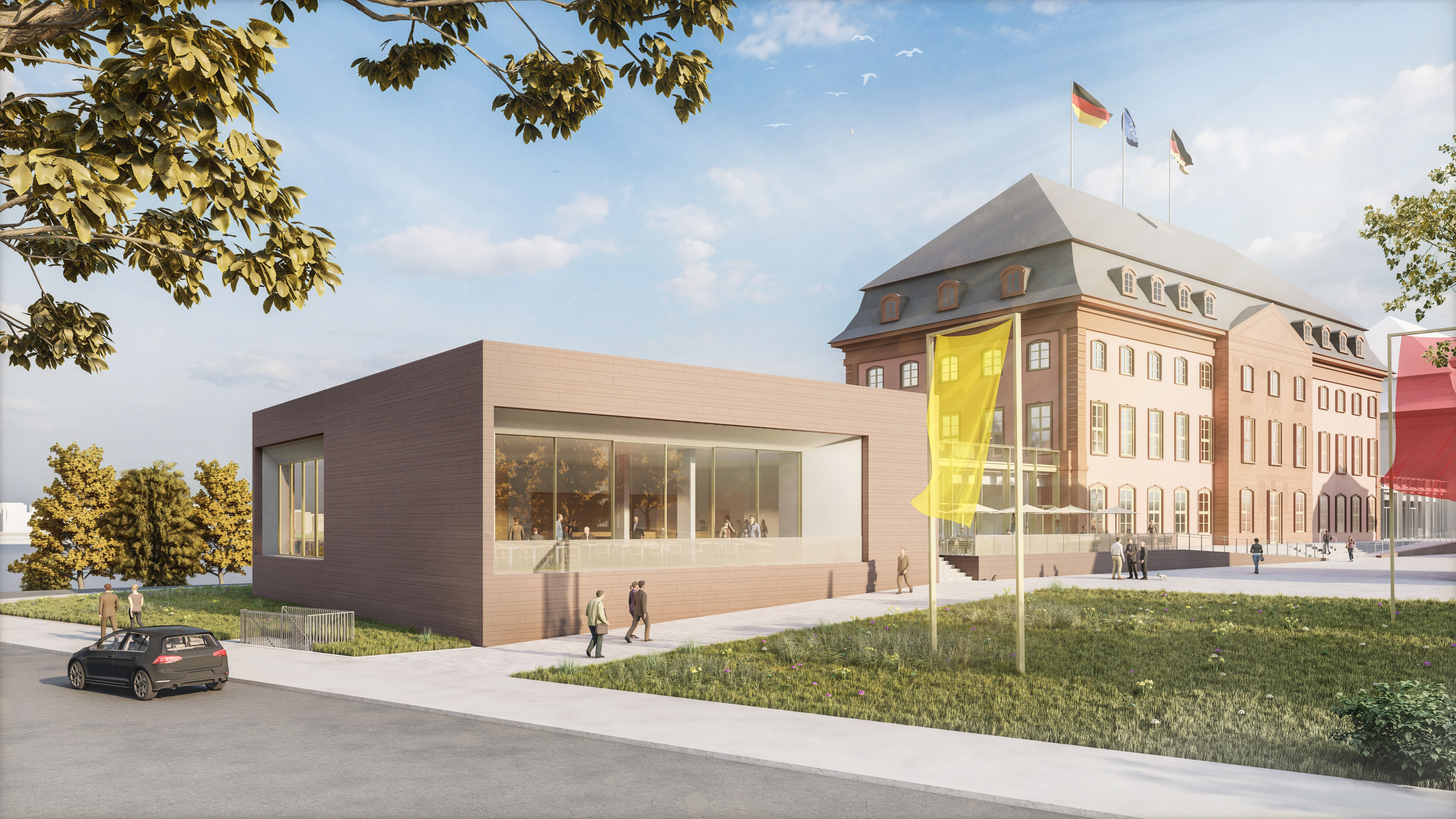
Landtag Mainz

### Wohn- und Bürogebäude
- Landtagsgebäude Rheinland-Pfalz[9]
- Statistisches Bundesamt Wiesbaden[22]
- IHK Erfurt[6]
- Stadtvilla Rheinpromenade Ludwigshafen[8]

## Auszeichnungen (Auswahl)
- 2024: Deutscher Lichtdesign-Preis 2024, Landtagsgebäude Mainz[23]
- 2023: Hospital Concepts Award, Alexius/Josef Krankenhaus Neuss[24]
- 2022: German Design Award Special “Excellent Architecture”, Klinikum Kulmbach[25]
- 2021: Iconic Awards „Innovative Architecture – Selection“, Klinikum Kulmbach[26]
- 2021: Anerkennung BDA Architekturpreis Rheinland-Pfalz, Landtagsgebäude Rheinland-Pfalz, Mainz[27]
- 2020: Iconic Award 2020: selection architecture winner, Campus Handwerk Bielefeld – Handwerkskammer mit Ausbildungszentrum und Werkstattgebäude[28]
- 2019: AKG Preis 2019, Anerkennung: Kliniken an der Paar, Krankenhaus Aichach[28][29]
- 2017: Iconic Award 2017: architecture winner, Universitätsklinikum Heidelberg – Radiologie Anbau für die Kopfklinik[28]
- 2017: Focus Top Architektur Büro 2017[28]
- 2016: Deutsche Gesellschaft für Nachhaltiges Bauen (DGNB), „Gold-Zertifikat“ Gesundheitszentrum Glantal Meisenheim[28]
- 2015: Deutsche Gesellschaft für Nachhaltiges Bauen (DGNB), „Gold-Zertifikat“ Diakonissen-Stiftungs-Krankenhaus Speyer[28]
- 2009: Unternehmen des Jahres 2009 in Ludwigshafen[28]
- 2004: 9. Internationale Architektur-Biennale in Venedig, Teilnahme am deutschen Beitrag: Auferstehungskirche Speyer[28]

## Publikationen (Auswahl)
- Hofrichter, L., & Kirch, J. (2023a). Krankenhausplanung aus Architektensicht: Prinzipielle Herausforderungen und aktuelle Entwicklungen. Ärzteblatt Rheinland-Pfalz, 73. Jahrgang(12|23 Klinik-Bauprojekte in Rheinland-Pfalz), 10–12.[30]
- Hofrichter, L., & Kirch, J. (2023b). Vorgaben und Herausforderungen im deutschen Krankenhausbau. In T. C. Vollmer, A. Lepik, & L. Luksch (Hrsg.), Das Kranke(n)haus: Wie Architektur heilen hilft (S. 70–83). ArchiTangle.[31]
- Hofrichter, L., Köhne, M., Kuckert-Wöstheinrich, A., & Kirch, J. (2022). Soul in Space: Psychiatrie trifft Architektur. MWV Medizinisch Wissenschaftliche Verlagsgesellschaft.[32]
- Stockhorst, H., Hofrichter, L., & Franke, A. (Hrsg.). (2019). Krankenhausbau: Architektur und Planung, bauliche Umsetzung, Projekt- und Betriebsorganisation. Medizinisch Wissenschaftliche Verlagsgesellschaft.[33]
- Ryll, T. (2022). Vertragliche Mehrvergütungsansprüche des Planers bei Bauzeitverzögerung. Neue Zeitschrift für Baurecht und Vergaberecht (NZBau), B51514(7/2022), 384–392.[34]